# Erica Bougard
Erica Marsha Bougard (Memphis, 26 luglio 1993) è una multiplista statunitense.

## Progressione

### Eptathlon
| Stagione | Punteggio | Luogo       | Data      | Rank. Mond. |
| -------- | --------- | ----------- | --------- | ----------- |
| 2018     | 6 725 p.  | Götzis      | 27-5-2018 |             |
| 2017     | 6 557 p.  | Sacramento  | 25-6-2017 | 9ª          |
| 2016     | 6 170 p.  | Tuscaloosa  | 13-5-2016 | 27ª         |
| 2015     | 6 288 p.  | Eugene      | 28-6-2015 | 19ª         |
| 2014     | 6 118 p.  | Sacramento  | 28-6-2014 | 25ª         |
| 2013     | 5 976 p.  | Eugene      | 7-6-2013  | 36ª         |
| 2012     | 5 547 p.  | Bloomington | 17-6-2012 | 132ª        |
| 2011     | 5 270 p.  | New Orleans | 31-7-2011 |             |

### Pentathlon indoor
| Stagione | Punteggio | Luogo        | Data      | Rank. Mond. |
| -------- | --------- | ------------ | --------- | ----------- |
| 2017/18  | 4 760 p.  | Albuquerque  | 16-2-2018 |             |
| 2016/17  | 4 558 p.  | Albuquerque  | 3-3-2017  | 8ª          |
| 2014/15  | 4 566 p.  | Fayetteville | 14-3-2015 | 11ª         |
| 2013/14  | 4 586 p.  | Albuquerque  | 15-3-2014 | 9ª          |
| 2012/13  | 4 399 p.  | Fayetteville | 9-3-2013  | 17ª         |

## Palmarès
| Anno | Manifestazione  | Sede       | Evento     | Risultato | Prestazione | Note |
| ---- | --------------- | ---------- | ---------- | --------- | ----------- | ---- |
| 2012 | Mondiali U20    | Barcellona | Eptathlon  | 13ª       | 5 410 p.    |      |
| 2013 | Mondiali        | Mosca      | Eptathlon  | 24ª       | 5 829 p.    |      |
| 2015 | Mondiali        | Pechino    | Eptathlon  | dnf       | dnf         |      |
| 2017 | Mondiali        | Londra     | Eptathlon  | 18ª       | 6 036 p.    |      |
| 2018 | Mondiali indoor | Birmingham | Pentathlon | 5ª        | 4 571 p.    |      |
| 2019 | Mondiali        | Doha       | Eptathlon  | 4ª        | 6 470 p.    |      |
| 2021 | Giochi olimpici | Tokyo      | Eptathlon  | 9ª        | 6 379 p.    |      |

## Campionati nazionali
- 2 volte campionessa nazionale dell'eptathlon (2018, 2019)
- 1 volta campionessa nazionale indoor del salto in lungo (2017)
- 2 volte campionessa nazionale indoor del pentathlon (2017, 2018)
- 1 volta campionessa NCAA indoor del pentathlon (2013)